# Guillaume Poncelet
Guillaume Poncelet est un musicien, compositeur, trompettiste et pianiste français né en 1978 à Grenoble.
Il ne s'enferme pas dans un style musical spécifique mais les croise, comme en témoignent ses nombreuses collaborations en tant que compositeur, réalisateur ou instrumentiste.
Ainsi, il collabore notamment avec MC Solaar, C2C, Ben l'Oncle Soul, Oxmo Puccino, Sixun, Beat Assailant, Claude Nougaro, Stevie Wonder, Maurice White et Earth, Wind & Fire (dans le cadre de noJazz), Ousman Danedjo, Electro Deluxe, Dave, Michel Jonasz, Milk Coffee and Sugar, Gaël Faye, Ayo, Ben Mazué, Zaz et Joyce Jonathan.

## Biographie

### Jeunesse
Guillaume Poncelet naît à Grenoble d'un père écrivain et dramaturge et d'une mère aide-soignante. Il entre au Conservatoire à rayonnement régional de Grenoble à l'âge de 8 ans et il y étudiera jusqu'à ses 17 ans. Parallèlement, il apprend le piano de manière autodidacte.
Par la suite, il intègre le département de Jazz de École Nationale de Musique (ENM) de Chambéry dirigé par Pierre Drevet pendant quatre ans. Avec ce dernier, il étudie la trompette, l'harmonie jazz et les techniques d'arrangement. Ensuite, il est admis au Conservatoire national supérieur de musique et de danse de Paris, de ce fait, à 21 ans, il quitte Grenoble pour la capitale. Il part de l'établissement lorsqu'il est contacté par noJazz qui souhaite l'intégrer au groupe pour leur tournée nord-américaine. Dans ce cadre, il collabore avec des artistes prestigieux tels que Stevie Wonder et Maurice White (Earth, Wind & Fire).

### Carrière
Guillaume Poncelet fonde avec Julien Birot et Robin Notte, le groupe Wise qui sortira son premier album en 2004 chez Naïve Jazz.
En 2005, il réalise l'album Mes couleurs de Freddy pour le label Such.
En 2006, il rencontre Michel Jonasz pour lequel il réalisera et arrangera deux albums : Chanson française et Les hommes sont toujours des enfants. Il l'accompagnera sur scène en tant que directeur musical, trompettiste et pianiste jusqu'en 2013.
En 2009, il intègre l'Orchestre national de jazz dirigé par Daniel Yvinec, aux claviers et à la trompette, qu'il quittera en 2011. Dans ce projet, il participera à l'enregistrement de deux albums.
Il rencontre Benjamin Duterde en 2008, plus connu sous son nom de scène Ben l'Oncle Soul dont il réalisera l'album éponyme en février 2010. Celui-ci sortira au printemps de la même année.
Pour le label M6 Music, il réalise également l'album de Dave intitulé Blue Eyed Soul.
En 2008, il rencontre Gaël Faye avec qui il se lie d'amitié. Il collabore ainsi avec le duo Milk Coffee and Sugar, composé de Gaël Faye et d'Edgar Sekloka. Il réalise ensuite l'album solo de Gaël, Pili Pili sur un croissant au beurre, sorti en 2013 sur le label Motown France.
En 2013, il est en tournée avec Ayo.
En 2014, il se consacre à l'écriture de son album solo de piano droit intitulé 88.
En 2015, il est sur la route avec la chanteuse Zaz.
En 2016, il compose et réalise les 5 morceaux de l'EP de Gaël Faye, Rythmes & Botanique.
En 2017, Il accompagne Gaël Faye lors de sa tournée française et co-réalise, avec Marlon B, le nouvel album de Ben Mazué.
Il donne le premier concert lié à son album 88 au Studio Davout de Paris, entouré pour l'occasion de Gaël Faye, Thomas Azier, Ben Mazué, Malvina Meinier, Christophe Panzani, Renaud Gensane et de l'ensemble Contraste, filmé par Loïc Guilpain.
En 2018, il sort son album solo 88 le 19 janvier, en autoproduction sur son label Blend. L'album contient 2 titres bonus avec Gaël Faye et Thomas Azier, dont l'inédit Mon terroir.
En 2020, il compose, en compagnie de Ben Mazué, la bande originale du long métrage On sourit pour la photo réalisé par François Uzan, avec Jacques Gamblin.
Il compose une partie de la bande originale du long métrage Razzia, réalisé par Nabil Ayouch.
En 2022, il participe à la composition de Éphémère, un EP commun de Grand Corps Malade, Ben Mazué et Gaël Faye.
En 2023, il compose et sort son deuxième album, DURANGO, du même nom que le studio où il l'enregistre. L'album contient notamment le titre Patricia, qu'il dédie à sa mère. Il est accompagné par Luxor dit « Igor » Ramonatxo, musicien machiniste vu précédemment sur scène aux côtés de Gaël Faye, Malvina Meinier et Refuge.

## Discographie sélective
- Wise - Electrology (compositions, arrangements, trompette, claviers)
- NoJazz - Have Fun (compositions, arrangements, programmations, trompette, claviers)
- Nojazz - No Limits (trompette, claviers, arrangements, remix "What time is it" feat. Ousman Danedjo)
- Nojazz - Zooland (compositions, arrangements, trompette, claviers)
- Orchestre national de jazz - Around Robert Wyatt (trompette, claviers)
- Orchestre national de jazz - Shut Up and Dance (trompette, claviers)
- Ben l'Oncle Soul - Soul Wash (trompette, arrangements cuivres)
- Ben l'Oncle Soul - Ben l'Oncle Soul (réalisation, arrangements, composition, trompette, claviers)
- Dave - Blue Eyed Soul (réalisation et arrangements, trompette, claviers)
- Gaël Faye - Pili-Pili sur un croissant au beurre (réalisation, arrangements, composition, trompette, claviers)
- Milk Coffee and Sugar - Milk Coffee & Sugar (compositions, trompette, claviers)
- Electro Deluxe - Stardown (trompette, claviers, compositions, arrangements)
- Electro Deluxe - Hopeful (trompette, claviers, compositions, arrangements)
- Electro Deluxe - Play (direction musicale, trompette, claviers, compositions, arrangements)
- Freddy - Mes couleurs (réalisation, arrangements, composition, trompette, claviers, programmations)
- Michel Jonasz - Chanson française (réalisation, arrangements, claviers, trompette)
- Michel Jonasz - Les hommes sont toujours des enfants (réalisation, arrangements, claviers, trompette)
- Michel Jonasz Trio - Live au Casino de Paris (direction musicale, claviers, trompette, arrangements)
- Michel Jonasz - Les hommes sont toujours des enfants: Live au Casino de Paris (direction musicale, claviers, trompette, arrangements)
- MC Solaar - Chapitre 7 (trompette)
- Hocus Pocus - Place 54 (claviers, trompette, arrangements)
- Hocus Pocus - 16 Pièces (claviers, trompette, arrangements)
- C2C - Tetra (claviers, trompette)
- Gaël Faye - Rythmes & Botanique (compositions, réalisation, claviers, trompette)
- Ben Mazué - La Femme idéale (Réalisation, arrangements, co-composition, claviers, trompette)
- Guillaume Poncelet - 88 (Composition, production)[6]
- Grand Corps Malade, Ben Mazué & Gaël Faye - Éphémère
- Guillaume Poncelet et Luxor - Durango - 2023